# Calosopsyche sandrae
Calosopsyche sandrae är en nattsländeart som först beskrevs av Oliver S. Flint Jr. 1967.  Calosopsyche sandrae ingår i släktet Calosopsyche och familjen ryssjenattsländor. Inga underarter finns listade i Catalogue of Life.